# Tombouctou
Pour les articles homonymes, voir Tombouctou (homonymie).
Tombouctou est une ville et une  commune urbaine malienne, chef-lieu du cercle de Tombouctou et de la région de Tombouctou. Elle se situe à une douzaine de kilomètres au nord du fleuve Niger.
Surnommée « la ville aux 333 saints » ou « la Perle du désert », il s'agit d'une ville historique de renommée mondiale, inscrite sur la liste du patrimoine mondial de l'UNESCO depuis 1988 et sur la liste du patrimoine mondial en péril de 1990 à 2005 et depuis 2012,,.

## Toponyme
Le nom « Tombouctou » viendrait du tamasheq Tin Buqt, mot issu de la langue des Touaregs qui auraient fondé la ville au XIe siècle, composé de tin (ou tim), qui signifie « puits » ou « lieu », et de buqt « lointain », ou de bouctou, le nom donné à une femme targuie gardienne d'un puits qui vivait là[source insuffisante]. Tin Buqt signifierait donc littéralement « la lointaine ».
À cette étymologie proposée par Abderrahmane Es Saâdi au XVIIe siècle dans son Tarikh es-Sudan (Histoire du Soudan), l’explorateur allemand Heinrich Barth oppose au XIXe siècle une origine songhaï du mot Tombouctou (« Tunbutu »[réf. souhaitée]), qui désignerait une « dépression entre les dunes ».
Tahar Abbou, de l'université d'Adrar, rapporte de manière documentée des précisions ainsi que d'autres hypothèses sur la formation du toponyme.
Dans le livre Racines d'Alex Haley, le personnage Kounta raconte à son frère que le nom de la ville où veut se rendre le vieillard qu'ils viennent de rencontrer « doit son nom à des Mandingues qui y étaient venus et qui, y voyant un insecte inconnu d'eux, l'appelèrent Toumbo Koutou, c'est-à-dire nouvel insecte ».

## Géographie

### Situation

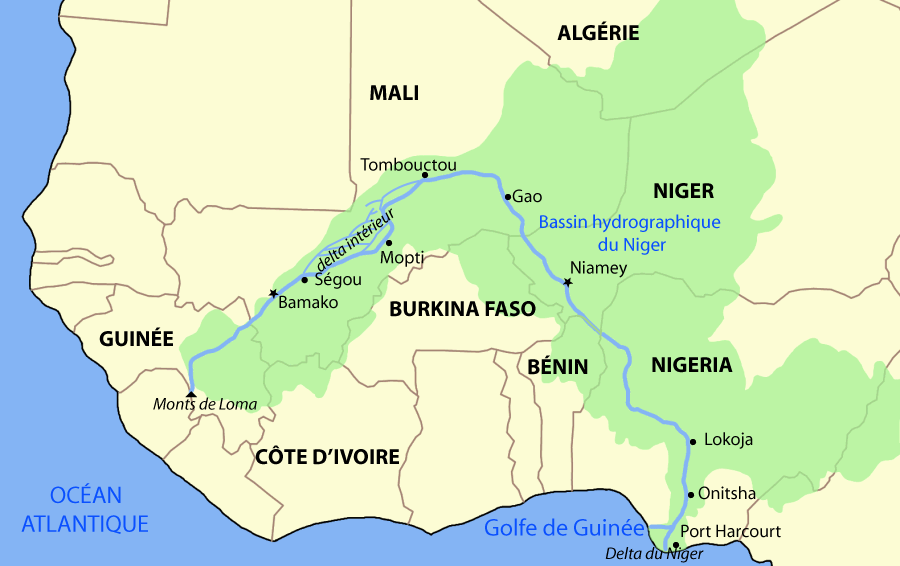
Tombouctou sur le fleuve Niger.

Tombouctou est située à proximité de la boucle du fleuve Niger, au point où celui-ci se rapproche le plus du Sahara. À l'origine la ville se situait à la limite de la zone inondable de la plaine du Niger. Elle était reliée au fleuve par des canaux qui ne sont plus fonctionnels aujourd'hui, et est desservie plus au sud à 7 kilomètres par le port de Kabara et 17 km par le port de Koriome.
Depuis plusieurs années, la ville est menacée par l'avancée des dunes (ensablement). Sous l'impulsion de l'UNESCO, des travaux de stabilisation des dunes ont été entrepris.

### Climat
Tombouctou a un climat désertique chaud (Classification de Köppen BWhw) à saison sèche « hivernale », typique de la zone saharo-sahélienne qui marque la transition progressive entre le Sahara, espace aride ainsi que le Sahel, espace semi-aride. Le climat y est extrêmement aride pendant une bonne partie de l'année avec neuf mois où les précipitations moyennes sont inférieures ou égales à 20 mm. La très longue saison sèche est elle-même subdivisée en une saison très sèche et chaude qui dure de novembre à mars et en une saison sèche et très chaude qui dure d'avril à juin. Pendant cette partie de l'année, les alizés continentaux, chauds et secs associés au régime anticyclonique, venus des déserts balayent la région, notamment l'harmattan (vent de secteur nord ou nord-est) : le ciel est parfaitement dégagé, le temps est clair, stable, très sec, et l'inhibition pluviométrique y est totale. La saison des pluies, très brève et irrégulière dure environ deux mois dans l'année étant donné que le maximum pluviométrique est atteint en août avec près de 74 mm. En revanche, la saison des pluies résulte d'un changement du régime des vents : la région est alors soumise au régime dépressionnaire associé à la remontée vers le nord de la zone de convergence intertropicale. Les précipitations moyennes annuelles sont très faibles avec seulement 183 mm d'eau. On enregistre en moyenne 14 jours par an 1 mm ou plus de précipitations. Les températures les plus élevées se rencontrent à deux périodes de l'année : la première à la fin de la saison sèche, où les températures moyennes maximales dépassent constamment 40 °C d'avril à juin en atteignant un pic maximal supérieur à 43 °C en mai et la seconde au tout début de la saison sèche où les températures moyennes maximales dépassent 38 °C pendant les mois de septembre et d'octobre. Ces deux maximums thermiques s'expliquent par le fait que dans cette zone, le soleil atteint son zénith à deux périodes bien différentes. Les températures moyennes maximales restent supérieures à 29 °C pendant les mois les moins chauds. Tombouctou est un des endroits les plus chauds sur Terre, en se basant sur sa températures moyenne journalière annuelle avec près de 29 °C.
| Mois                                | jan. | fév. | mars | avril | mai  | juin | jui. | août | sep. | oct. | nov. | déc. | année |
| ----------------------------------- | ---- | ---- | ---- | ----- | ---- | ---- | ---- | ---- | ---- | ---- | ---- | ---- | ----- |
| Température minimale moyenne (°C)   | 13   | 16   | 18   | 22    | 26   | 27   | 25   | 24   | 24   | 23   | 18   | 14   | 21    |
| Température moyenne (°C)            | 22   | 25,5 | 28   | 31,5  | 34,5 | 34,5 | 31,5 | 29,5 | 31   | 31,5 | 27,5 | 22,5 | 29    |
| Température maximale moyenne (°C)   | 31   | 35   | 38   | 41    | 43   | 42   | 38   | 35   | 38   | 40   | 37   | 31   | 37    |
| Précipitations (mm)                 | 0,6  | 0,1  | 0,1  | 1     | 4    | 16,4 | 53,5 | 73,6 | 29,4 | 3,8  | 0,1  | 0,2  | 182,8 |
| Nombre de jours avec précipitations | 1    | 0    | 0    | 0     | 1    | 1    | 3    | 4    | 3    | 1    | 0    | 0    | 14    |

## Histoire

### Du Moyen Âge à la domination marocaine

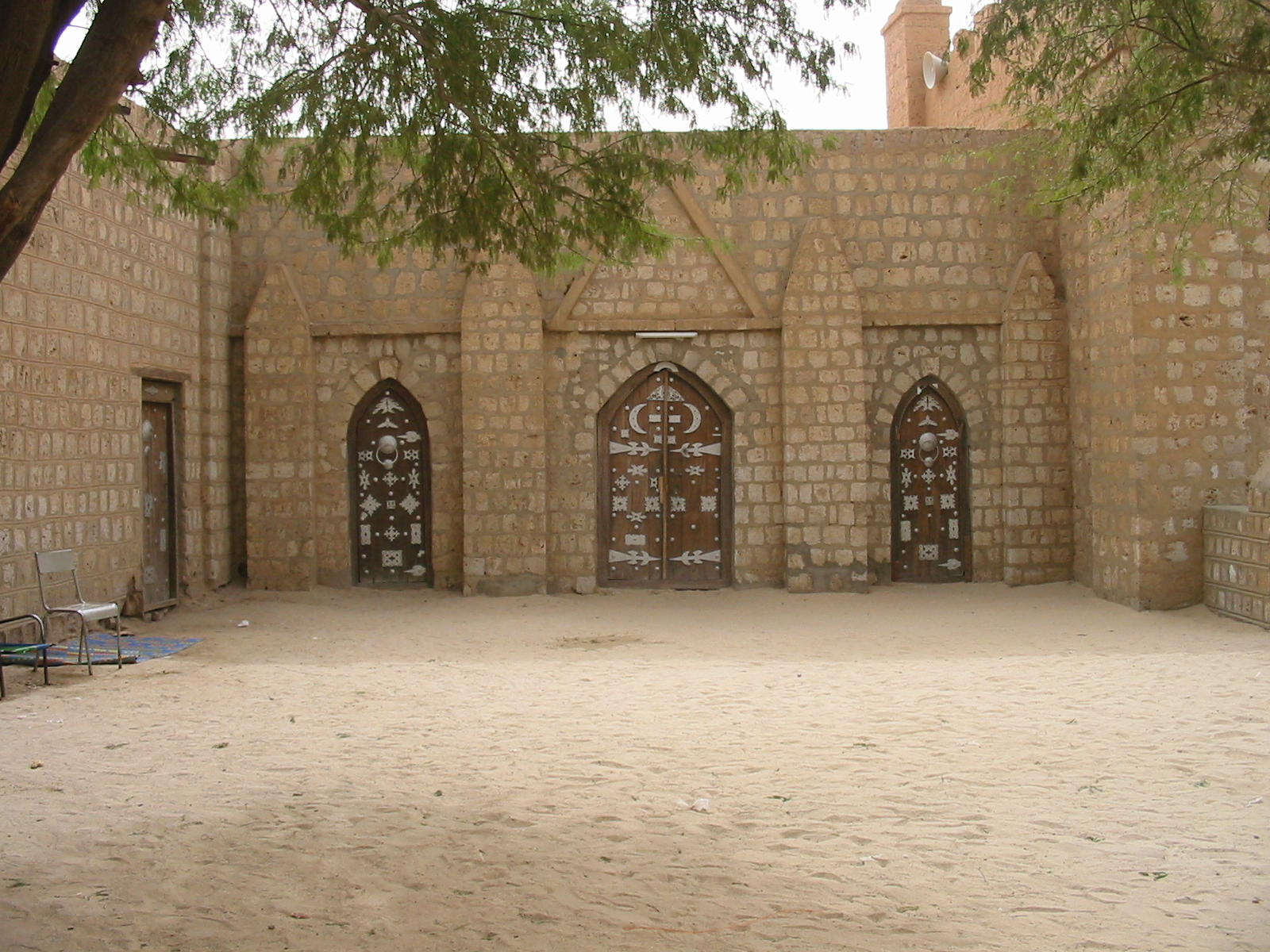
Portes de la medersa de la mosquée de Sankoré.

Djibril Tamsir Niane indique dans l'Histoire générale de l'Afrique que « vers 1100, Tombouctou fut fondée par les Touareg magcharen ». Tombouctou est situé à la frontière de l'empire du Ghana, mais celui-ci est déjà affaibli par la poussée almoravide, la sécheresse et la déforestation. La ville est alors une étape sur la route transsaharienne des caravanes d'or, et devient un centre commercial de plus en plus important.
En 1240, Soundiata Keita annexe ce qui reste de l'empire du Ghana, et Tombouctou intègre l'empire du Mali naissant. Elle en devient un des cœurs commerciaux : s'y échangent dattes, tabac, sel, verre, bijoux et produits manufacturés européens, esclaves venus de ou par l'Afrique du Nord, ainsi que le sel, « or blanc de Tombouctou », apporté de Taoudeni et Teghazza en plaques de 30 kg chacune.
À partir de 1325, à son retour de pèlerinage, le dixième empereur du Mali, Mansa Moussa, fait construire par l'architecte Abou Ishaq es-Sahéli la mosquée Djingareyber, achevée en 1328. En 1353, le voyageur tangérois Ibn Battûta visite la ville. La Rihla, important livre écrit par ce dernier, est le plus ancien texte traitant de la ville de Tombouctou et de l'empire Songhaï.
Au XVe siècle, la construction de la mosquée de Sankoré (qui comprend une medersa et est aux dimensions de la Kaaba) est à l'origine d'une université islamique d'une très grande renommée dans toute l'Afrique de l'ouest. Jusqu'à 25 000 étudiants fréquentent la ville sous le régime de Sonni Ali Ber (Sonni Ali le Grand). Tombouctou est prise par Sonni Ali Ber, l'empereur songhaï, en 1458. La ville construit sa prospérité sur les échanges commerciaux, dont l'esclavage, entre la zone soudanaise du Sahel africain et le Maghreb. Elle connait son apogée au XVIe siècle, jusqu'à la chute en 1590 de l'Empire songhaï.
La ville passe alors sous domination saadienne de Marrakech c'est le Pachalik de Tombouctou. En octobre 1591, se produit un soulèvement de la population, dont les plus illustres savants (incluant Ahmed Baba) sont exilés à Marrakech. 
Sa richesse décline lorsque les Européens ouvrent la voie maritime pour le commerce entre l'Afrique du Nord et l'Afrique noire. Le déclin de la ville commence au XVIIe siècle avec l'instabilité politique et l'apparition de la traite négrière qui rapprochait cette activité des côtes. Le contrôle de Tombouctou par les Saadiens est effectif jusqu'en 1660 (Abderrahmane Es Saâdi décrit la ville dans son Tarikh es-Soudan), date de la chute de la dynastie au profit des Alaouites.
En 1760, les Touaregs battent les soldats marocains de la ville qui en devient tributaire.

### Empire peul du Macina et ouverture de la ville
L'Empire peul du Macina conquiert la ville en 1825. Après des siècles où Tombouctou est une cité recluse vis-à-vis de l'Occident – son entrée est interdite aux non-musulmans, sauf comme marchandise pour le trafic d'esclaves –, le major Alexander Gordon Laing est le premier Européen, après Paul Imbert au XVIe siècle, à visiter la ville en 1826, mais pris pour un marchand d'esclaves concurrent, il est assassiné. Le 20 avril 1828, c'est au tour du Français René Caillié d'entrer dans la cité, dissimulé sous le costume d'un lettré musulman, et d'en partir vivant. Son célèbre récit de voyage fait ensuite grand bruit en Europe. En 1810, un marin américain nommé Robert Adams, esclave des Maures, y aurait vécu quelques mois durant sa captivité.
En 1844, à la mort de Sékou Amadou, la ville s'émancipe. L'explorateur allemand Heinrich Barth vient ensuite dans la ville où il passe six mois en 1853-1854. Il est suivi par d'autres explorateurs dont au milieu du XIXe siècle, le rabbin Aby Serour qui y séjourne longuement dans les années 1860 ; le récit de ses explorations est publié dans le Bulletin de la Société de géographie de Paris.

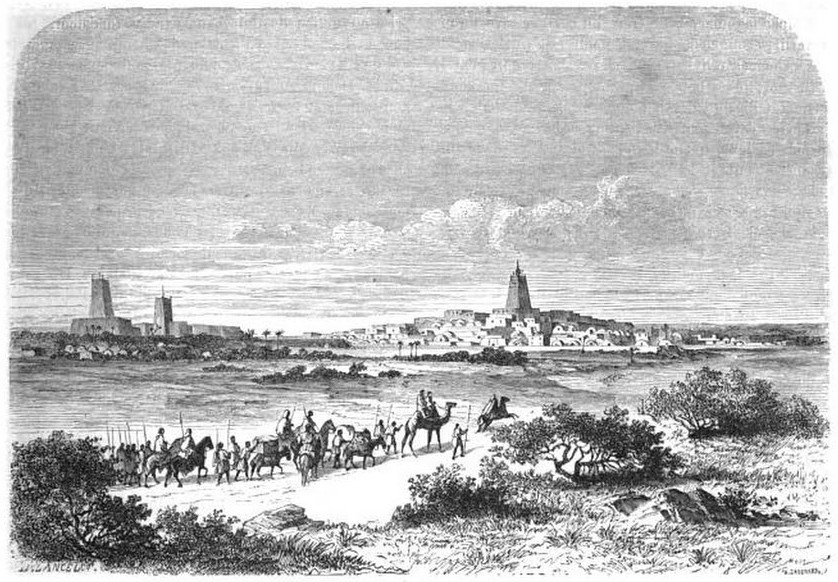
Une caravane de chameaux en face de Tombouctou en 1860.

### Période de la colonisation française

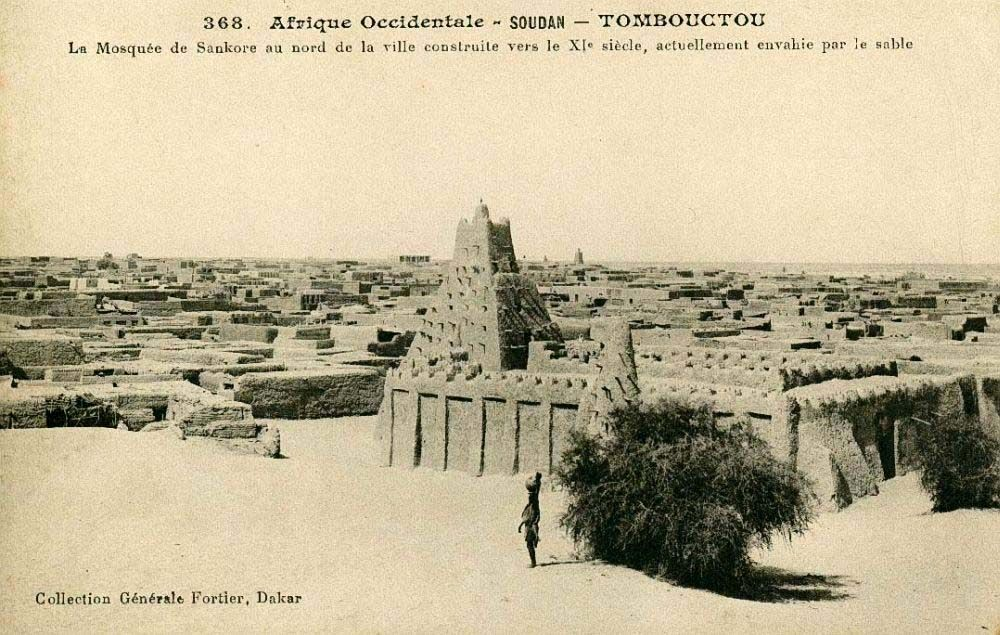
Mosquée de Sankoré construite au (photographie 1906)

La fin du XIXe siècle marque le début de la colonisation française de l'Afrique occidentale, dans le sillage de l'Afrique du Nord. La conquête de la zone de Tombouctou par l'armée française se fait de manière heurtée, notamment en 1892 avec le massacre de la colonne Eugène Bonnier par les Touaregs Tadamaket après la première occupation de Tombouctou par les Français. Lorsque les Français prennent le contrôle de la ville en 1894, sa population est d'environ 4 000 habitants. Elle était dirigée jusque-là par une élite musulmane payant tribut aux Touaregs. 
La conquête et la stabilisation de la ville marquent la fin de la pacification des zones du Nord du Mali à la veille de la Première Guerre mondiale.

Maisons de Tombouctou habitées par des explorateurs européens
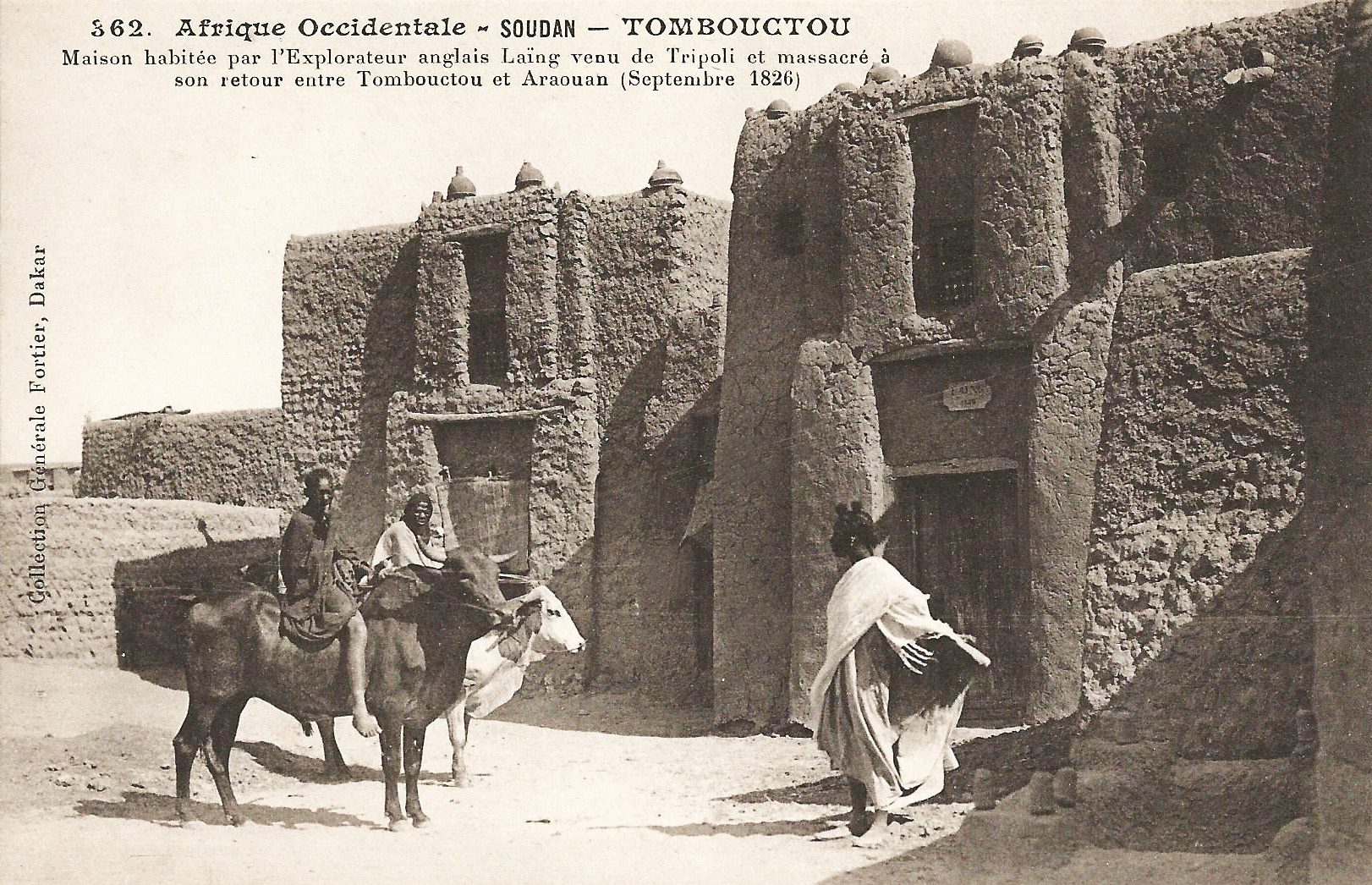
L'Écossais Alexander Gordon Laing (1826).
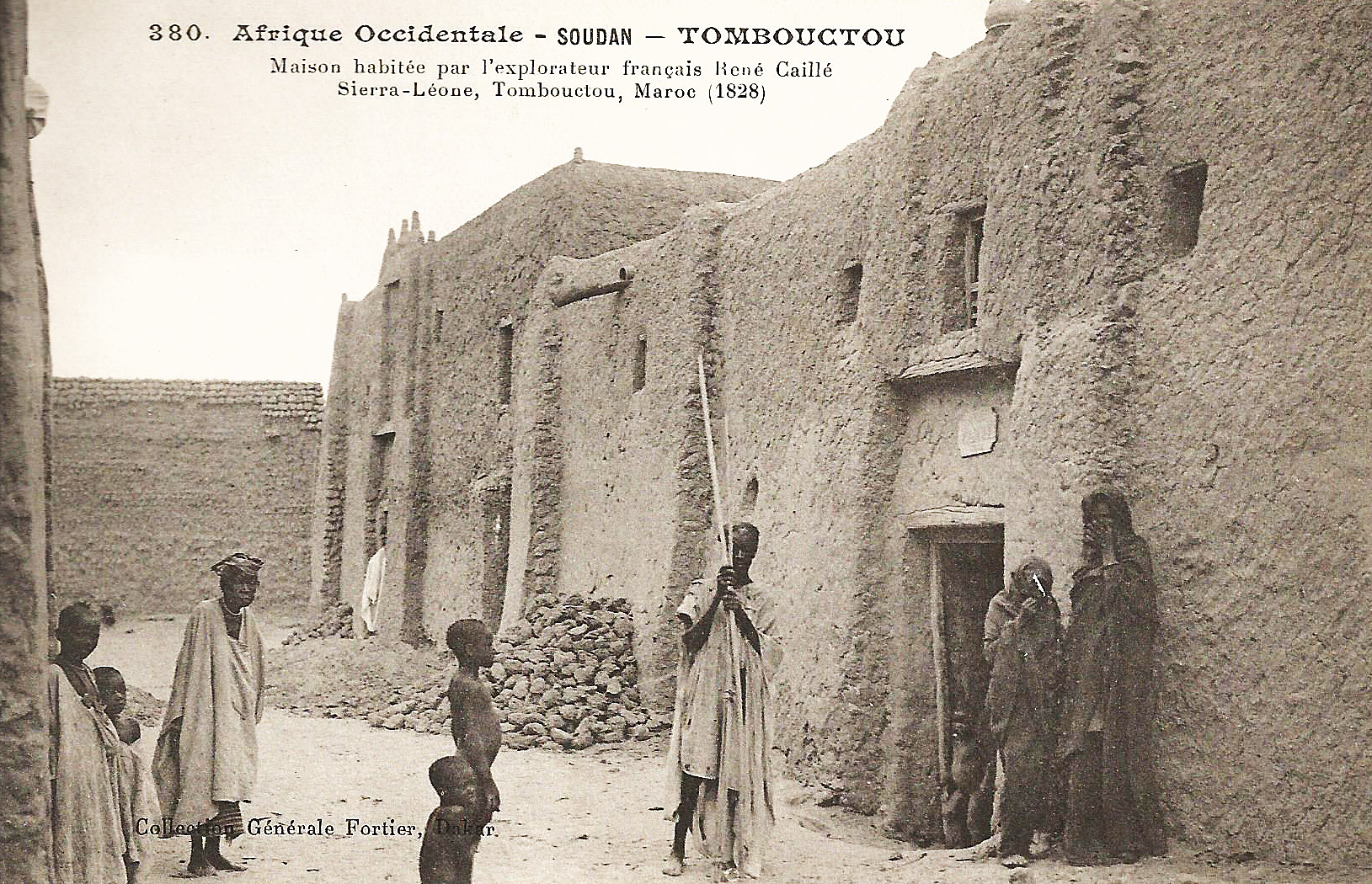
Le Français René Caillié (1828).
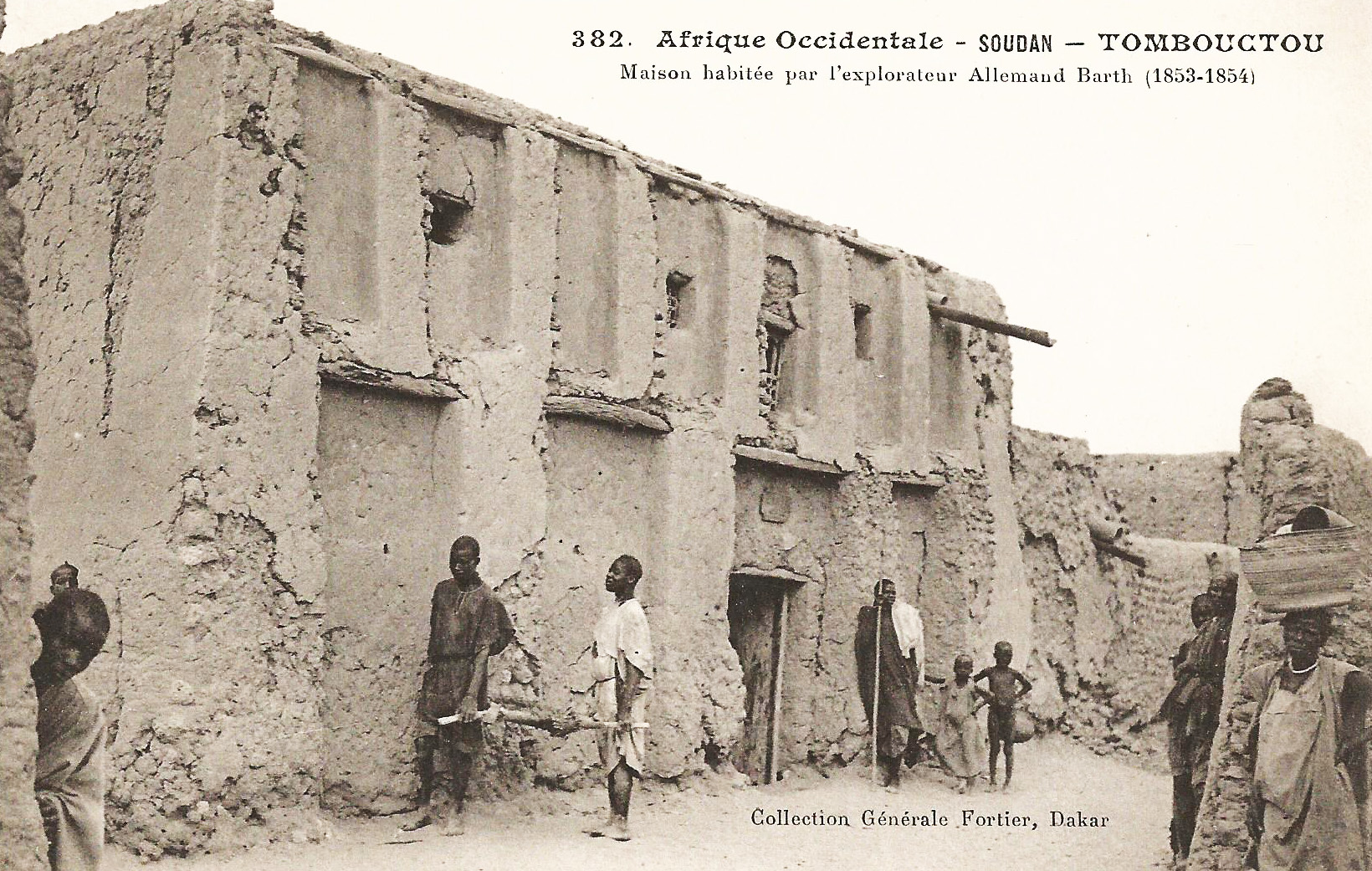
L'Allemand Heinrich Barth (1853).
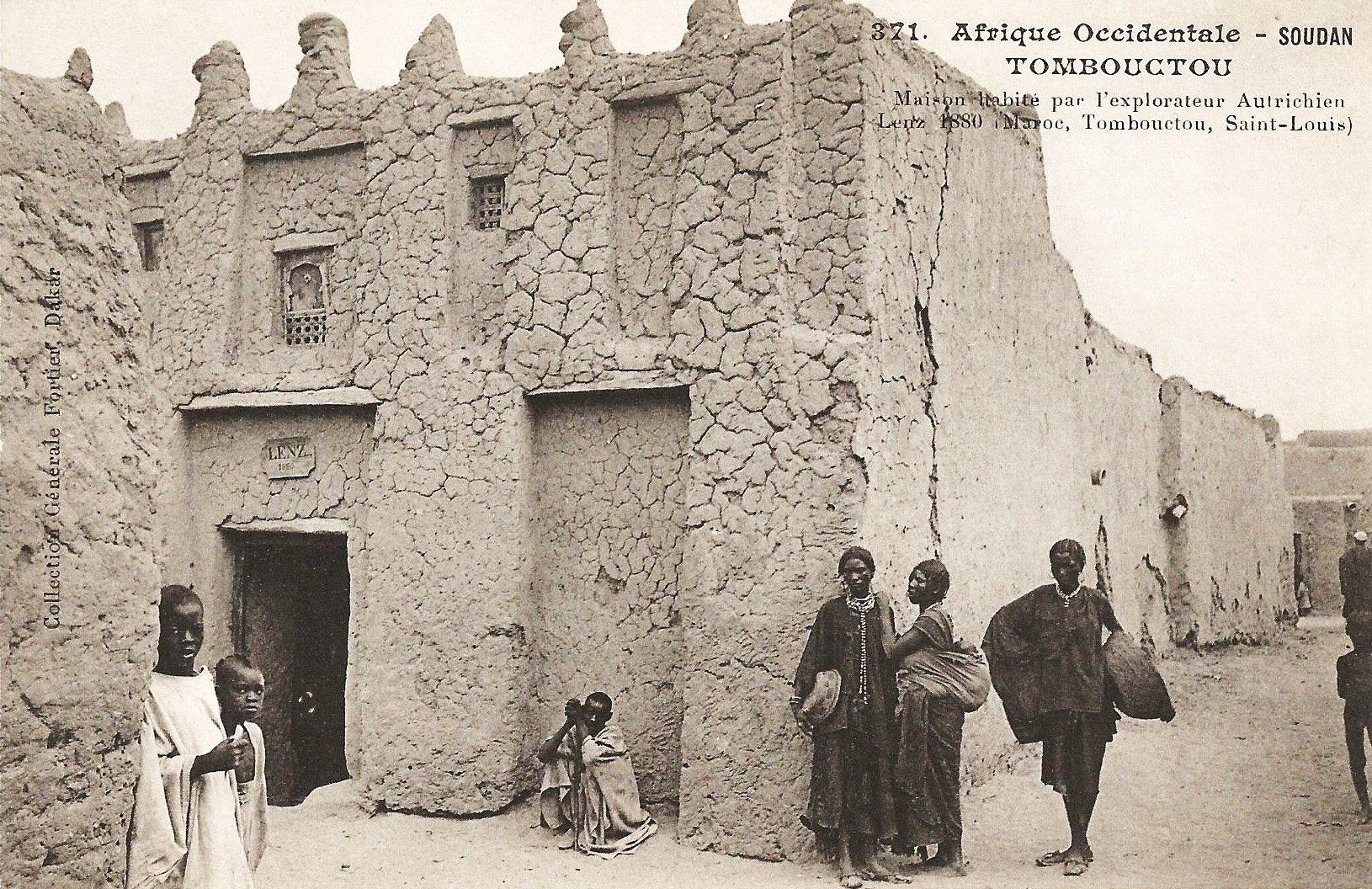
L'Autrichien Oskar Lenz (1880).

Alors que le Soudan français est une colonie française, Tombouctou devient par la loi française du 18 novembre 1955, une commune de moyen exercice, dirigée par un maire, fonctionnaire nommé par le chef de territoire, assisté d’un conseil municipal élu par un collège unique. La loi du 10 janvier 1957 intègre Tombouctou dans l'Organisation commune des régions sahariennes.

### Après l'indépendance malienne

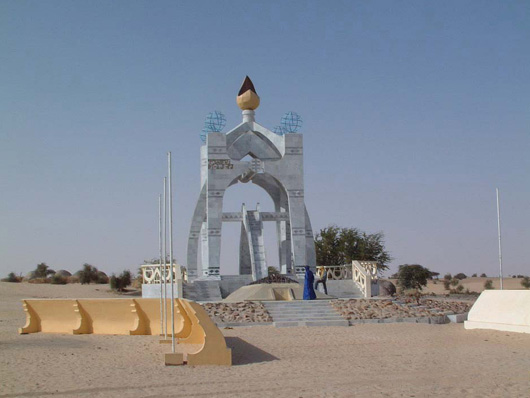
Tombouctou, monument commémorant la cérémonie de « La Flamme de la Paix ».

La loi du 2 mars 1966 donne un statut commun à toutes les communes créées avant l’indépendance du Mali en 1960. Un conseil municipal élu désigne en son sein le maire et un ou plusieurs adjoints.
Lors d'une visite officielle à Tombouctou en février 1977, le président français Valéry Giscard d'Estaing appose une plaque à la mémoire du maréchal Joffre (qui y avait séjourné quand il était jeune commandant), et annonce une aide à la restauration de la maison de René Caillé. Il indique que la France est prête à apporter son concours pour faire face aux conséquences de la récente sécheresse.
En 1988, Tombouctou est inscrite au patrimoine mondial de l'Unesco pour ses richesses culturelles (mosquée, mausolées et manuscrits) et historiques.
Le Nord du Mali et la ville sont à de nombreuses reprises secoués, à la fin des années 1960 et au début des années 1990, par des insurrections armées touaregs qui réclament plus d'autonomie et de désenclavement de leur région. Le 27 mars 1996 se déroule une cérémonie de la Flamme de la Paix, durant laquelle les rebelles touaregs brûlent 3 000 armes utilisées durant la rébellion.
Le 1er avril 2012, dans le cadre de l'insurrection au Nord du Mali menée par le MNLA, l'armée malienne perd le contrôle de la ville au profit de divers mouvements rebelles touareg rapidement supplantés par les islamistes salafistes radicaux. Du 30 juin à fin décembre, les islamistes des mouvements AQMI et Ansar Dine se lancent dans la destruction systématique des tombeaux des saints musulmans et des mausolées de la ville,. L'intervention de l'armée française dans le cadre de l'opération Serval aux côtés de l'armée malienne permet la reprise de contrôle partiel de la ville — aéroport de Tombouctou et principaux accès à la ville pris notamment par le 2e régiment de parachutistes de la Légion étrangère, — dans la nuit du 27 au 28 janvier 2013,. Durant la journée du 28 janvier, les troupes françaises et maliennes finissent de libérer la ville, sans combats majeurs, et avec un accueil enthousiaste des populations. Cette liesse populaire s'amplifie lors de la visite de François Hollande, « accueilli en libérateur », accompagné de son homologue malien Dioncounda Traoré, lors d'un voyage d'une journée à Sévaré, Tombouctou et Bamako,, au cours duquel le président de la République française déclare « [avoir] sans doute [vécu] la journée la plus importante de [s]a vie politique. Durant les mois qui suivent, des troupes burkinabés sont chargées par la MINUSMA, avec des éléments français, de sécuriser la ville.
Pour la destruction des mausolées Ahmad al-Faqi al-Mahdi est arrêté puis jugé par la Cour pénale internationale et condamné à neuf ans de prison en septembre 2016.
En 2023, le Groupe de soutien à l’islam et aux musulmans (GSIM) organise le blocus djihadiste de la ville.
Ce blocus aurait été allégé, le 30 septembre 2023, après une médiation conduites par Houka-Houka Alhousseini, ancien juge islamique de Tombouctou, lorsque la ville était tenue par Al Qaïda et Ansar Dine en 2012 et les notabilités traditionnelles et religieuses des villes des régions de Tombouctou et Taoudeni.

## Démographie

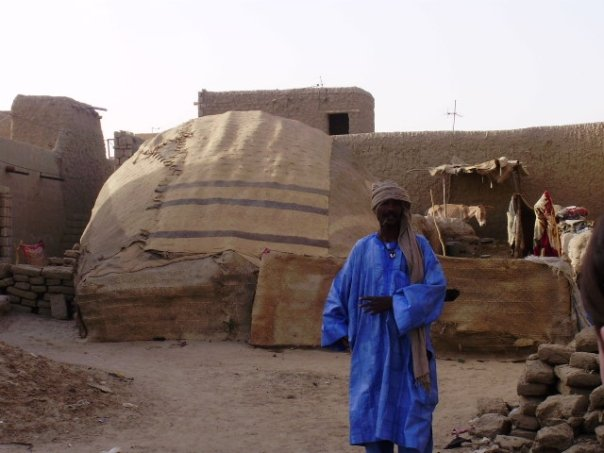
Touareg de Tombouctou.

Tombouctou avait une population estimée à 32 000 personnes en 2006. Cependant, au faîte de sa grandeur au XVe siècle, la ville comptait environ 100 000 habitants dont 25 000 étudiants pour la seule université de Sankoré.
Les trois groupes ethniques principaux de Tombouctou sont en nombre les Songhaï, qui y sont majoritaires et dont la langue est véhiculaire, suivis des touareg et des Arabes, ces trois principaux groupes ethniques y ont toujours vécu en parfaite concorde et harmonie et partagent une culture similaire.

## Administration
Le cercle de Tombouctou comprend les communes de Alafia, Ber, Bourem-Inaly, Lafia, Salam et Tombouctou.
| Période                                  | Période | Identité          | Étiquette | Qualité |
| ---------------------------------------- | ------- | ----------------- | --------- | ------- |
| 2004                                     | 2009    | Saïd Mohamed      | ADEMA     |         |
| 2009                                     | 2018    | Haley Ousmane     | ADEMA     |         |
| 2018                                     | 2022    | Aboubacrine Cissé | RPM       |         |
| Les données manquantes sont à compléter. |         |                   |           |         |

### Jumelages
La ville de Tombouctou est jumelée avec : 
- Saintes (France)
- Château-Chinon (Ville) (France)
- Chemnitz (Allemagne)
- Hay-on-Wye (Royaume-Uni)
- Kairouan (Tunisie) depuis 1986
- Marrakech (Maroc)
- Tempe (États-Unis)

## Transport et économie

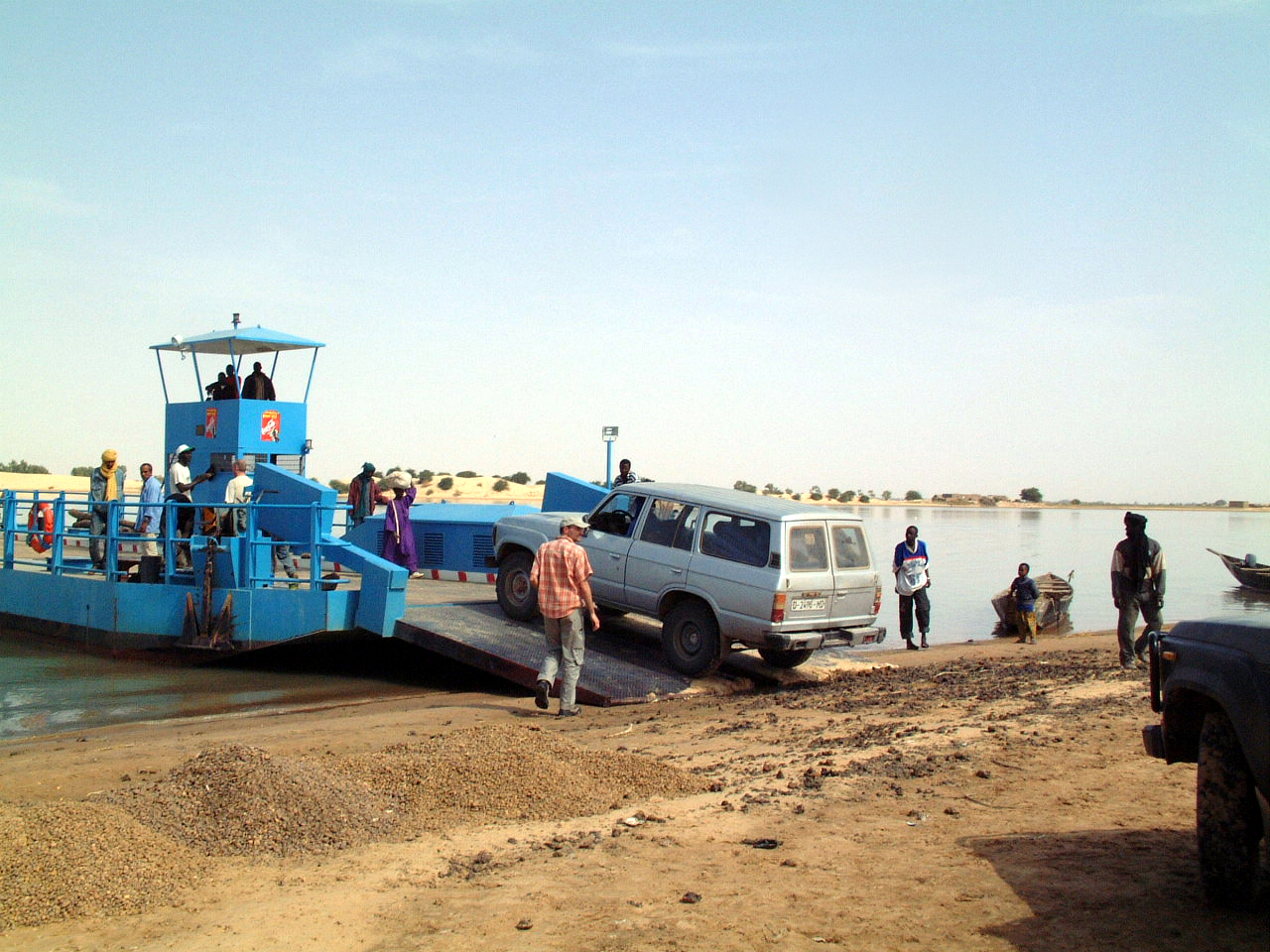
Tombouctou, le bac sur le fleuve Niger.

Campement saisonnier créé par des nomades touareg, Tombouctou devint une plaque tournante du commerce et, au XVe siècle, un centre d'enseignement islamique. Mais, avec le développement des ports maritimes d'Afrique de l'Ouest, le commerce des caravanes décline. C'est encore un centre de négoce de produits de base, particulièrement du sel, qui est extrait des mines de Taoudeni à 700 km plus au nord et amené lors de l'Azalaï à Tombouctou. Ce transport, des plaques de sel de 40 kg[réf. souhaitée] chacune, se fait de moins en moins à dos de dromadaires, et de plus en plus à bord de camions. La ville travaille également le textile, le cuir, et divers objets d'artisanat touareg.
La ville est le centre administratif de la région du même nom. Elle abrite les principaux services publics et est aussi le siège des ONG qui travaillent dans la zone. Centre touristique, Tombouctou abrite deux hôtels et plusieurs agences de voyages.
L'accès de la ville se fait par avion par l'aéroport international de Tombouctou (vol hebdomadaire, via Mopti, lorsque le nombre de passagers est suffisant), en voiture par une piste difficile en provenance de Douentza et en empruntant le bac pour franchir le Niger ou bien en caravane par le désert. Un canal, qui avait disparu à cause de l'ensablement, reliait la ville directement au fleuve Niger. Le gouvernement libyen ayant accordé un financement pour son curage, son rétablissement est effectif depuis septembre 2007.

## Santé et éducation
La ville de Tombouctou possède de nombreuses écoles de quartier et un lycée d'enseignement secondaire : le lycée Mahamane Alassane Haïdara (LMAHT) qui est l'héritier de l'école franco-arabe fondée par l'administration française, devenue le lycée franco-arabe avant de prendre en 1995 son nom actuel. Il peut accueillir environ 1 500 élèves.
En revanche, l'importante activité intellectuelle et éducative présente du XVe au XVIIIe siècle avec l'université Sankoré a disparu.

## Culture

### Manuscrits de Tombouctou

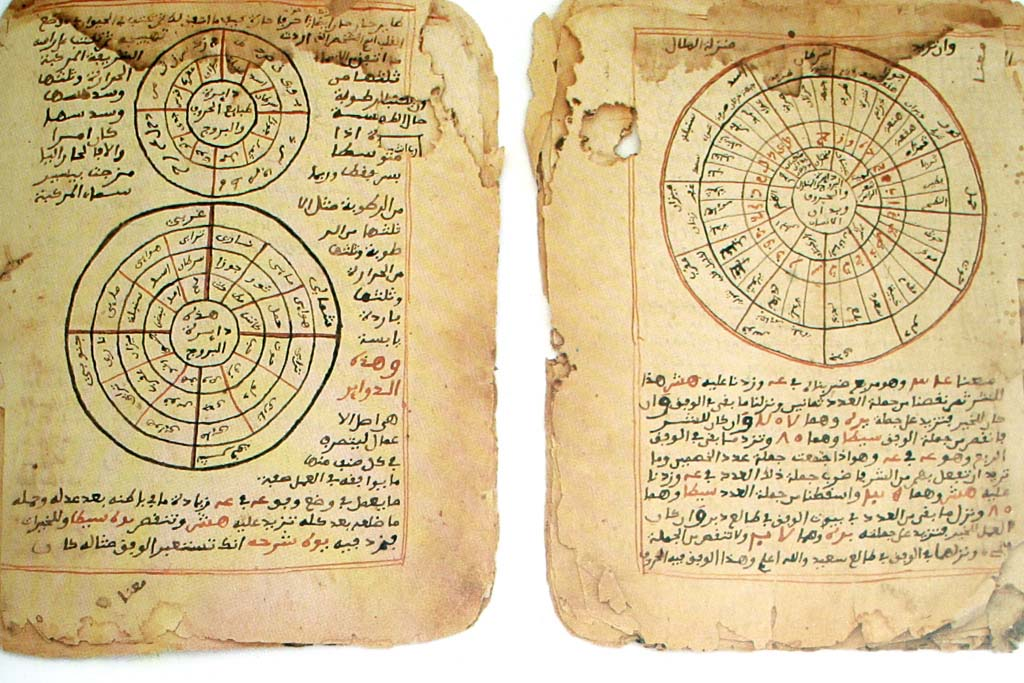
Pages d'un manuscrit d'astronomie.

Le vrai trésor de Tombouctou est constitué par un ensemble de près de cent mille manuscrits datant de la période impériale ouest-africaine (au temps de l'empire du Ghana, de l'empire du Mali et de l'Empire songhaï) détenus par les grandes familles de la ville. Ces manuscrits, dont certains datent de l'époque préislamique remontant au XIIe siècle, sont conservés depuis des siècles comme des secrets de famille. Ils sont pour la plupart écrits en arabe ou en peul, par des savants originaires de l'ancien empire du Mali et contiennent un savoir didactique notamment dans les domaines de l'astronomie, de la musique, de la botanique… Des manuscrits plus récents couvrent les domaines du droit, des sciences, de l'histoire (avec d'inestimables documents comme le Tarikh el-Fettash (Chronique du chercheur) de Mahmud Kati sur l'histoire du Soudan au XVe siècle et le Tarikh es-Sudan (Chronique du Soudan) d'Abderrahmane Es Saâdi au XVIIe siècle), de la religion, du commerce.
Certains de ces textes gardent la trace de la tradition des grands jurisconsultes de l'Islam de l'Empire du Mali : Ahmed Baba – l'un des intellectuels les plus réputés du XVIe siècle – est l'auteur d'un dictionnaire daté de 1596 présentant en particulier le fonctionnement des écoles et universités qui réunissaient 25 000 élèves et étudiants dans la ville de Tombouctou.
Un recueil sur « les bons principes de gouvernement » rédigé par Abdul Karim Al Maguly remonte au règne de l'empereur Askia Mohammed (1493-1528). Ce document atteste l'existence d'institutions étatiques très développées. Il introduit les règles du procès équitable qui préfigurent les grands textes du XXe siècle :

« L'impartialité du souverain doit être faite dans le cas notamment du jugement à rendre entre deux personnes opposées par un différend : Il faut être juste dans chacun des actes, allant de la façon de recevoir les personnes opposées jusqu'au moment de trancher. Même si l'un des protagonistes tentait un rapprochement avec le souverain-juge, il faudrait éviter toute amitié. »

« Le temps de plaidoirie doit être également équitable. L'équité veut qu'il n'admette pour témoins que des personnes à la moralité avérée. »

« Les hommes de droit qui entourent le Roi ne doivent accepter de pots-de-vin ni avant, ni après le procès. Aucun cadeau des plaignants ne doit non plus être accepté. »

Le centre de documentation et de recherches Ahmed-Baba (Cedrab), fondé en 1970 par le gouvernement avec l'aide de l'UNESCO, recueille certains de ces manuscrits pour les restaurer et les numériser. Si déjà plus de 18 000 manuscrits ont été collectés par le seul centre Ahmed Baba, on estime qu'il existerait jusqu'à 300 000 manuscrits dans l'ensemble de la zone touarègue. Environ 60 à 80 bibliothèques privées existent aussi dans la ville, parmi lesquelles la bibliothèque commémorative Mamma Haidara et la bibliothèque Mahmoud-Kati. Couvrant l'ensemble des domaines du savoir, les manuscrits sont menacés par les mauvaises conditions de conservation et surtout par le trafic dont ils font l'objet au profit de riches collectionneurs.
L’Institut des hautes études et de recherches islamiques Ahmed Baba, a été inauguré en janvier 2009 par le président malien Amadou Toumani Touré, le président sud-africain, Kgalema Motlanthe et son prédécesseur Thabo Mbeki. Le coût des travaux d’un montant de 2,5 milliards de Francs CFA a été financé par l’Afrique du Sud. Construite sur la place Sankoré, sur le site de l'ancienne université Sankoré, les locaux de 4 800 m2 comprennent notamment un amphithéâtre de 500 places, une salle de conférence de 300 places et une bibliothèque.

### Monuments

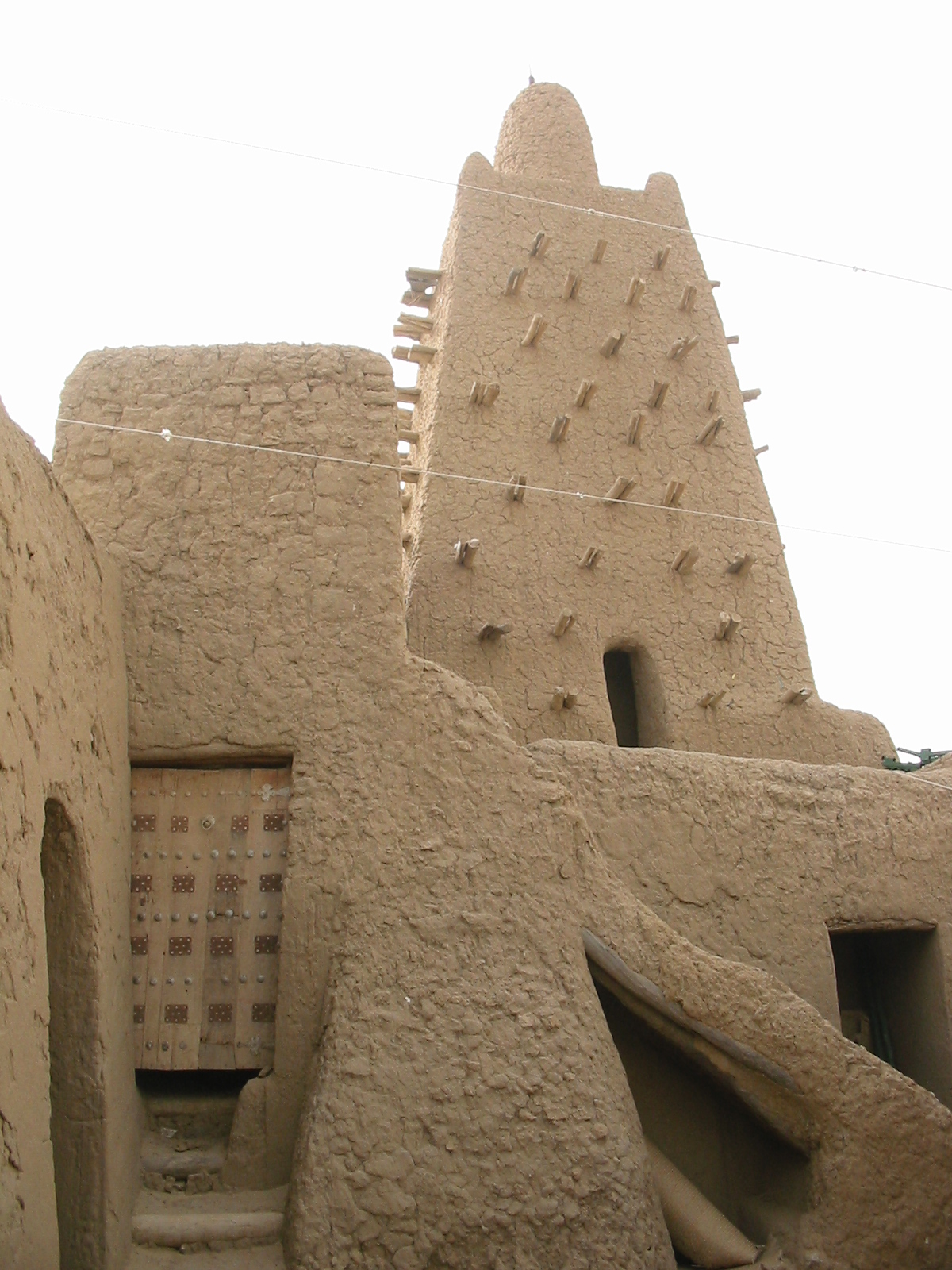
Cour de la mosquée Djingareyber.

Tombouctou est aujourd'hui plus connue par sa légende que par les différents sites présents. Cependant, différents lieux sont dignes d'intérêt. La ville est inscrite sur la liste du patrimoine mondial de l'UNESCO depuis 1988.
Première caractéristique de la ville, le désert est très proche des premières maisons. On trouve à différents endroits plusieurs zones de culture en terrasse, disposées en entonnoir autour d'un puits ou d'un point d'eau. Ces puits de Bouctou sont un bel exemple de culture dans un environnement difficile. L'ensemble des maisons est construit en banco mais à Tombouctou le crépi est remplacé par un parement en pierres. Les trois mosquées de la ville, Djingareyber, Sidi Yahiya et Sankoré, sont la mémoire de l'apogée de la ville. Seule la première se visite. On peut aussi visiter les restes des maisons qui abritèrent René Caillé, le major Alexander Gordon Laing et le docteur Heinrich Barth, dont certaines ont été transformées en musée.
Une place abrite le monument « de la Flamme de la Paix » qui symbolise la fin de la rébellion touarègue, le 26 mars 1996. La cérémonie commémorative a lieu tous les ans.
En 2007, Tombouctou a également été en compétition pour obtenir le titre de Merveille du Monde moderne, mais elle n'a pas été retenue dans le choix final.
Le 28 juin 2012, l'UNESCO classe la ville au patrimoine mondial en péril après sa prise par des islamistes radicaux. Visiblement en représailles de cette décision, au moins une trentaine de membres armés d'Ançar Dine ont commencé à détruire les mausolées jugés impies de la ville, devant une population non armée déconcertée. Le 1er juillet, sept des seize mausolées érigés pour certains des 333 saints que compte la ville sont déjà détruits, malgré l'indignation internationale. La procureur de la Cour pénale internationale (CPI), Fatou Bensouda qualifie les faits de « crime de guerre ». À partir de janvier 2015, l'UNESCO lance des travaux pour la restauration des 14 mausolées,.

### Manifestations culturelles
Le Festival au désert se déroule chaque année à Essakane, à deux heures de piste de la ville de Tombouctou, au mois de janvier.

## Personnalités liées à la ville
- Mansa Moussa, roi de l'Empire du Mali, il fit construire un grand nombre de mosquées dont la mosquée Djingareyber
- Khaira Arby, chanteuse malienne née à Tombouctou en 1959, morte le 19 août 2018 à Bamako.
- Ahmed Baba, né en 1556, savant et homme de lettres ouest-africain mort en 1616 à Tombouctou.
- Souheil Ben Barka, réalisateur marocain né en 1942 à Tombouctou.
- Moulaye Ahmed Boubacar, homme politique malien né en 1962 à Tombouctou.
- Diallo Déidia Mahamane Kattra, femme politique malienne née en 1957 à Tombouctou.
- Aline Sitoé Diatta, prêtresse diola née en 1920 en Casamance (Sénégal), et morte en exil en 1944 à Tombouctou, héroïne de la résistance anti-coloniale.
- Abdoul Kader Haïdara, né à Tombouctou, où il dirige la bibliothèque commémorative Mamma-Haïdara.
- Ismaël Diadié Haïdara (ou Ismaël Qûtti), écrivain et chercheur, né à Bajindé en 1957.
- Mahamane Alassane Haïdara, né en 1910 à Tombouctou, et mort en 1981 à Tombouctou, homme politique malien. Premier président de l'Assemblée nationale du Mali.
- Messa Ould Mohamed Lady, né en 1946 à Tombouctou, homme politique malien.
- Lamana Ould Bou, officier de l'armée malienne, né en 1972 à Tombouctou, assassiné en 2009 à Tombouctou.
- Cissé Mariam Kaïdama Sidibé, née en 1948 à Tombouctou, femme politique malienne.
- Zahabi Ould Sidi Mohamed, né à Tombouctou en 1958, homme politique malien.
- Soumaïla Cissé (1949-2020), né à Tombouctou, homme politique malien.
- Jean-François Klobb (1857 – 1899), officier français, inhumé à Tombouctou.